# Казандиби
Казандиби је врста млечног пудинга и део је традиционалне турске кухиње.

## Етимологија
Назив потиче од речи из турског језика казан и диби што значи дно казана.

## Припрема
Прави се од пуномасног (препоручљиво 4,5%) млека, шећера, скроба, пиринчаног брашна и ваниле. Пиринач се преко ноћи потопи у воду и ујутру самеље тако да се од њега и воде добије пиринчано млеко. Овако припремљено пиринчано млеко се заједно са пуномасним млеком, шећером, скробом и ванилом кува око 20 минута (док се не згусне) у посуди од нерђајућег челика на температури од 85 °C. У међувремену треба припремити равну тефлонску посуду и посути њено дно шећером. У овако припремљену посуду се сипа прокувана смеса и загрева дно не постане смеђе боје. Тефлонску посуду тада треба охладити на собну температуру а затим, пре сервирања, охладити у фрижидеру 3-4 сата. Охлађени колач се сече на коцке и служи, тако да смеђи део буде на врху, преливен шербетом и посут циметом (по жељи). Овако припремљен колач се може и уролати тако да смеђи део буде споља.